# Chevrolet 210
Chevrolet 210 («Two-Ten») — это американский легковой автомобиль, выпускавшийся Chevrolet с 1953 по 1957 год. Он сменил собой модель Styleline DeLuxe. В 1957 году модель 210 была заменена на Biscayne.

## История
Модель 210, популярная в 1953—1954 годах, располагалась в середине ценового диапазона полноразмерных Chevrolet, будучи более дешёвой, чем Bel Air, но выше серии 150, благодаря балансу стиля и комфортабельной отделке. 210 имела широкий выбор кузовов, включая кабриолет, хардтоп «Sport Coupe», 2 и 4-дверный седан, а также универсал.
Со временем Bel Air становился всё более популярным у американской общественности, постепенно вытесняя серии 150 и 210, поэтому в середине 1955 года Chevrolet вводит модификацию «Sport Coupe» серии 210, которая была на $100 дешевле роскошного Bel Air.
В отличие от серии 150, 210 всегда оснащались такими опциями, как автоматическая трансмиссия «Powerglide», электрические стеклоподъёмники и регулирующиеся сидения. Люксовый универсал 210 Beauville был введён в 1953 году, затем передан серии Bel Air в 1954 году и вновь возвращён в 210 в следующем, 1955 году.

## Модели 1953—1954 годов
Первые два года выпуска модели различались лишь незначительными элементами отделки. На приборных панелях в 1953 году индикаторы указателей поворотов были белого цвета, а в 1954 — зелёного.

### Двигатели
Для моделей 1953—1954 годов использовалось два двигателя, оба с верхним расположением клапанов (OHV). Из них более мощным являлся Blue Flame с автоматической трансмиссией Powerglide. Все машины имели 3-ступенчатую автоматическую коробку передач в стандартной комплектации. 1954 год стал последним годом использования 6-вольтовых электрических систем в автомобилях Chevrolet.
- 235 куб. дюймов «Thrift-King» рядный шестицилиндровый мощностью 108 л. с. (1953 год; МКПП)
- 235 куб. дюймов «Blue Flame» рядный шестицилиндровый мощностью 115 л. с. (1953 год; Powerglide)

- 235 куб. дюймов «Blue Flame» рядный шестицилиндровый мощностью 115 л. с. (1954 год; МКПП)
- 235 куб. дюймов «Blue Flame» рядный шестицилиндровый мощностью 125 л. с. (1954 год; Powerglide)

### Трансмиссии
- 3-ступенчатая механическая синхронизированная;
- 3-ступенчатая механическая синхронизированная с овердрайвом;
- 2-ступенчатая автоматическая Powerglide.

## 1955 год
В 1955 году появляется новое шасси и легендарный V8-двигатель с маленькой головкой блока. По желанию покупателя, на 210 устанавливаются любые доступные силовые агрегаты.

### Двигатели
- 235 куб. дюймов «Blue Flame» рядный шестицилиндровый мощностью 123 л. с. (МКПП)
- 235 куб. дюймов "Blue Flame рядный шестицилиндровый мощностью 136 л. с. (МКПП)
- 265 куб. дюймов «Turbo-Fire» OHV V8 мощностью от 162 до 180 л. с. (опционально)

### Трансмиссии
- 3-ступенчатая механическая синхронизированная;
- 3-ступенчатая механическая синхронизированная с овердрайвом;
- 2-ступенчатая автоматическая Powerglide.

## 1956 год
File:Chevy210Rear.jpg|Универсал Chevrolet 210 1956 года
Выбор двигателей остаётся прежним, но моторы V8 265 куб. дюймов стали более мощными, а рядные шестицилиндровые ставились на любые трансмиссии.

### Двигатели
- 235 куб. дюймов «Blue Flame» рядный шестицилиндровый мощностью 140 л. с.
- 265 куб. дюймов «Turbo-Fire» OHV V8 мощностью 170 л. с.
- 265 куб. дюймов «Turbo-Fire» OHV V8 с четырёхкамерным карбюратором мощностью 210 л. с.
- 265 куб. дюймов «Turbo-Fire» OHV V8 с двухкамерным карбюратором мощностью 225 л. с.

### Трансмиссии
- 3-ступенчатая механическая синхронизированная;
- 3-ступенчатая механическая синхронизированная с овердрайвом;
- 2-ступенчатая автоматическая Powerglide.

## 1957 год
В 1957 году введён V8-двигатель объёмом 283 куб. дюйма с маленькой головкой блока. Серия 210 получает моторы с впрыском топлива, устанавливавшиеся только на заказ. Сбоку располагается клиновидный орнамент, как у Bel Air, но в отличие от последней, он не был отделан алюминием, а окрашивался в цвет кузова или другой цвет в случае двухцветной окраски.

### Двигатели
- 235 куб. дюймов «Blue Flame» рядный шестицилиндровый мощностью 140 л. с.
- 265 куб. дюймов «Turbo-Fire» OHV V8 мощностью 162 л. с.
- 283 куб. дюймов «Super Turbo-Fire» OHV V8 мощностью 185 л. с.
- 283 куб. дюймов «Super Turbo-Fire» OHV V8 с четырёхкамерным карбюратором мощностью 220 185 л. с.
- 283 куб. дюймов «Super Turbo-Fire» OHV V8 с четырёхкамерным карбюратором мощностью 270 л. с.
- 283 куб. дюймов «Super Turbo-Fire» OHV V8 с топливным инжектором Rochester Ram-Jet мощностью 283 л. с.

### Трансмиссии
- 3-ступенчатая механическая синхронизированная;
- 3-ступенчатая механическая синхронизированная с овердрайвом;
- 2-ступенчатая автоматическая Powerglide;
- Автоматическая Turboglide.